# 오야마역 (도쿄도)
오야마역(일본어: 大山駅、おおやまえき)은 일본 도쿄도 이타바시구에 있는 철도역이다.

## 역 구조
상대식 승강장 2면 2선의 지상역.
이전에는 승강장 전후에 건널목이었던 관계로 승강장 유효 길이는 6량 편성분이었다. 그래서 8량 편성 열차가 정차할 때는 2량분을 초과해서, "오야마 대책 차"라는 편성이 준비되어 승강장에서 비어져 나와 2량은 차량문 선택 작동(도어컷)을 했다. 10량 편성은 도어컷이 행해지고 있던 당시에는 운행되지 않았다. 그 후 이케부쿠로 쪽 건널목이 지하도가 되었다.
개찰구는 남문과 북문, 동쪽 출입구(임시구)의 3곳이다. 이 중 동쪽 출입구(임시구)는 자동 매표기, 자동 정산기가 없이 영업 시간도 7시부터 22시까지 있다. 매점은 상행 승강장 안쪽과 남쪽 출입구의 개찰구 바깥쪽에 존재한다. 남쪽 출구 개찰구 바깥쪽에 일식집 "대리후지 소바"가 들어서있다.
2009년 3월에 상하행 승강장 사이를 연결하는 엘리베이터와 엘리베이터 이용자 전용 과선 다리 공용을 개시했다.

### 승강장
| 1 | ■ 도조 본선 | 나리마스·시키·후지미노·가와고에·사카도·신린코엔·오가와마치 방면 |
| 2 | ■ 도조 본선 | 이케부쿠로 방면                                                 |

## 이용 상황
2010년도의 하루 평균 승하차 인원은 46,727명이다. 특히 이케부쿠로 방면으로 아침 저녁의 러시아워에는 혼잡되지만, 그 이외의 시간대는 그다지 혼잡하지 않는다.

## 역 주변
- 역전 광장
- 니혼 대학 의학부 부속 이타바시 병원
- 도쿄 도 의료보건공사 도시마 병원
- 도쿄 도 건강장수 의료센터
- 이타바시 구립 문화회관
- 이타바시 세무서
- 이타바시구청
- 지하철 미타 선 이타바시쿠야쿠쇼마에 역 - 동쪽으로 약 800m, 도보 약 10분 거리
- 오야마 역전 우체국
- 이타바시 해피로드 우체국
- 이타바시 오야마 우체국
- 도쿄 도립 이타바시 간호전문학교

## 역사
- 1931년 8월 25일: 영업 개시.

## 인접역
| 도부 철도 ■ 도조 본선              | 도부 철도 ■ 도조 본선 | 도부 철도 ■ 도조 본선              |
| ---------------------------------- | --------------------- | ---------------------------------- |
| TJ-03 시모이타바시 이케부쿠로 방면 | ■ 보통                | 나카이타바시 TJ-05 오가와마치 방면 |